# Điều khiển truy cập tùy quyền
 Điều khiển truy cập tùy quyền (tiếng Anh: Discretionary Access Control - viết tắt là DAC) định nghĩa những chính sách điều khiển truy cập cơ bản đối với các đối tượng trong một hệ thống tập tin (filesystem).
Nói chung, những việc này được giải quyết bằng sự suy xét chín chắn của người chủ sở hữu đối tượng -- phép truy cập và sử dụng tập tin/thư mục và tính sở hữu của người dùng / của nhóm người dùng.
Trang Từ vựng viễn thông (tiếng Anh) Lưu trữ ngày 17 tháng 7 năm 2006 tại Wayback Machine định nghĩa DAC như "Một phương pháp nhằm hạn chế truy cập các đối tượng trên cơ sở nhận dạng (identity) và nhu cầu cần biết (need-to-know) của nhiều người dùng và/hay của các nhóm mà đối tượng trực thuộc. Phương pháp điều khiển được coi là 'tuỳ quyền' vì lý do một chủ thể với một phép truy cập nào đấy có thể chuyển nhượng phép truy cập (trực tiếp hay gián tiếp) sang bất cứ một chủ thể nào khác trong hệ thống."